# St. Johannes (Weltenburg)

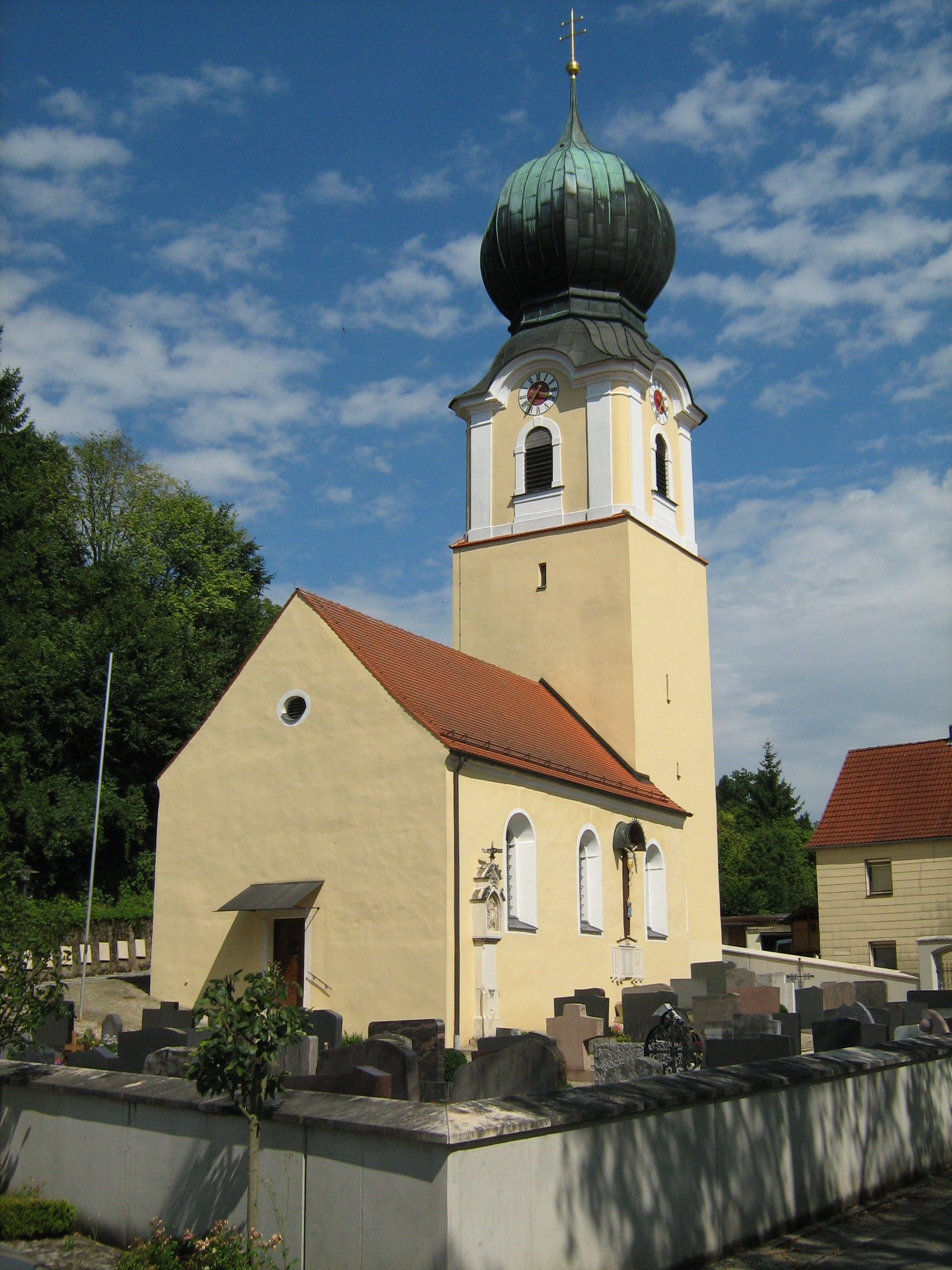
Außenansicht der Dorfkirche Weltenburg

Die römisch-katholische Filialkirche St. Johannes ist die Dorfkirche von Weltenburg, einem Gemeindeteil der niederbayerischen Stadt Kelheim. Das kleine Gotteshaus steht unter dem Patronat von Johannes Baptist (Gedenktag: 24. Juni) und Johannes Evangelist (Gedenktag: 27. Dezember). Die Dorfkirche ist neben der Benediktiner-Abteikirche St. Georg und der ebenfalls zur Kloster Weltenburg gehörenden Frauenbergkapelle das dritte Kirchengebäude Weltenburgs.

## Geschichte
Die Anfänge der Dorfkirche Weltenburg reichen bis in das 12. oder 13. Jahrhundert zurück, als die erste Kirche im romanischen Stil errichtet wurde. Von diesem Gotteshaus ist heute noch der Turmunterbau erhalten, der den Chorraum enthält (sog. Chorturmkirche). Das Langhaus geht im Kern auf einen spätgotischen Bau aus dem Jahr 1463 zurück, der vier Jahre später geweiht wurde. Mit der Barockisierung im Jahr 1718 erhielt die Kirche im Wesentlichen ihre heutige Gestalt. Dabei wurden insbesondere die barocke Innenausstattung angeschafft und der Turmaufbau mit Zwiebelkuppel errichtet. Beim Pfingsthochwasser 1999 wurde die nahe an der Donau liegende Kirche überflutet; dabei stand das Wasser bis knapp unter den Kanzelkorb, also etwa mannshoch, im Innenraum. In der Folge mussten alle drei Altäre aufwändig restauriert und das Gestühl komplett erneuert werden. Dabei wurden leichte, tragbare Kirchenbänke angeschafft, die im Falle einer erneuten Überschwemmung schnell hinausgetragen werden können.

## Beschreibung
Der kleine Kirchenbau besitzt ein schlichtes, weitgehend ungegliedertes Äußeres und ist als Chorturmkirche ausgeführt. Das dreijochige Langhaus mit rundbogigen Fensteröffnungen besitzt eine Flachdecke, der quadratische fensterlose Chor wird von einem spätgotischen Gewölbe überspannt. Er ist durch einen runden Chorbogen deutlich eingezogen und befindet sich in dem viergeschossigen romanischen Turmunterbau, der wie das Kirchenschiff ein ungegliedertes Äußeres besitzt. Darauf baut das barocke Obergeschoss mit abgerundeten Ecken und Pilastergliederung, der nach oben mit einer Zwiebelkuppel und Doppelkreuz abschließt.
Die wesentlichen Elemente der Kirchenausstattung – der Hochaltar, die beiden Seitenaltäre und die Kanzel – sind im Barockstil ausgeführt. Der Volksaltar und der Ambo sind der barocken Ausstattung angeglichen. Der Hochaltar enthält drei Gemälde, die Maria mit dem Jesuskind (Mitte) sowie die Kirchenpatrone Johannes den Täuer (links) und Johannes Evangelist (rechts) darstellen. Das linke Seitenaltarblatt zeigt den heiligen Leonhard; im Oberbild ist der Ordensgründer der Benediktiner, der heilige Benedikt von Nursia, zu sehen. Der rechte Seitenaltar zeigt auf dem Altarblatt die heiligen Antonius von Padua, im Oberbild die heilige Scholastika, die Schwester des Ordensgründers Benedikt.